# Carex shuangbaiensis
Carex shuangbaiensis är en halvgräsart som beskrevs av Lun Kai Dai. Carex shuangbaiensis ingår i släktet starrar, och familjen halvgräs. Inga underarter finns listade i Catalogue of Life.